# Matiguás
Matiguás är en kommun (municipio) i Nicaragua med 50 230 invånare (2012). Den ligger öster om Matagalpa i den centrala delen av landet, i departementet Matagalpa. Matiguás är en bergig jordbruksbygd med omfattande boskapsskötsel och kaffeodlingar.

## Geografi
Matiguás gränsar till kommunerna El Tuma - La Dalia och Rancho Grande i norr, Río Blanco och Paiwas i öster, Camoapa och Boaco i söder samt Muy Muy och San Ramón i väster. Kommunen största ort är centralorten Matiguás med 8 907 invånare (2005).

## Historia
Kommunen grundades 1926 genom en utbrytning ur Muy Muy. Matiguás upphöjdes 1999 från pueblo till rangen av ciudad (stad).

## Kända personer
- María Teresa Blandón (1961-), sociolog och feminist[7]